# Lethrus macrognathus
Lethrus macrognathus är en skalbaggsart som beskrevs av Leon Fairmaire 1866. Lethrus macrognathus ingår i släktet Lethrus och familjen tordyvlar. Inga underarter finns listade i Catalogue of Life.